# あなたが眠っている間に
『あなたが眠っている間に』（あなたがねむっているあいだに、朝: 당신이 잠든 사이에）は、韓国SBSにて2017年9月27日から2017年11月16日まで放送されたテレビドラマ。オリジナルは全32話。日本では全16話となっている。

## あらすじ
報道記者で現在休職中のホンジュ（ペ・スジ）は、夢で見たことが現実に起きてしまうことに気付き、誰かが命を落とすことを予知しても自分の力では防げないことに苦悩する日々を送っていた。ある日、見知らぬ男性を抱きしめる夢を見たホンジュは、向かいに引っ越して来た新米検事のジェチャン（イ・ジョンソク）がその男性であることに気付き、あえて彼を避けていく。ジェチャンもまた態度の悪いホンジュに最悪の印象を抱くようになる。ある日、ホンジュは自分の母親が命を落とす夢を見て不安に駆られていた。同じ頃、ジェチャンはホンジュが死亡事故の濡れ衣を着させられ、さらにそのせいで母も亡くし自殺をするという夢を見てしまう。実はジェチャンが見た夢も予知夢で、ホンジュの事を嫌っていたジェチャンだったが、あまりにもリアルな夢にホンジュの事を救い出そうと行動に出る。ジェチャンも自分と同じように予知夢を見ることを知ったホンジュは、ジェチャンが行動に出た事で初めて自分の予知夢が現実にならなかったことに驚く。

## キャスト

### 主要人物
チャン・ジェチャン：イ・ジョンソク
漢江地検の新人検事。ある日、ホンジュの家の向かいに引っ越してくる。予知夢でホンジュを助ける。
ナム・ホンジュ：ペ・スジ
元報道記者。未来に起こる出来事を予知夢で見て以来、死も防げない恐怖に怯え仕事も辞めてしまう。
ハン・ウタク：チョン・ヘイン
正義感溢れる優秀な警察官。密かにホンジュに想いを寄せている。
イ・ユボム：イ・サンヨプ
ジェチャンのライバル弁護士。ホンジュをデートに誘い事故を起こすが、ホンジュに濡れ衣を着させる。

### ジェチャンの周辺人物
チョン・スンウォン：シン・ジェハ
高校3年生。ジェチャンの弟。

### ホンジュの周辺人物
ユン・ムンソン：ファン・ヨンヒ
ホンジュの母親。焼き肉屋を経営。

### 漢江地検刑事第3部
パク・デヨン：イ・ギヨン
ソン・ウジュ：ペ・ヘソン
イ・ジグァン：ミン・ソンウク
シン・ヒミン：コ・ソンヒ
チェ・ダムドン：キム・ウォネ
ムン・ヒャンミ：パク・ジンジュ

### SBC放送局
ポン・ドヒョン：オ・ウィシク
ドンギュン：ホ・ジュンソク

### 警察
オ・ギョンハン：イ・ユジュン
チャ・ヨジョン：ピョ・イェジン

### 特別出演
パク・ソユン：キム・ソヒョン
高校3年生。
彼氏：ユン・ギョンサン
彼女：イ・ソンギョン

## スタッフ
- 脚本：パク・ヘリョン
- 演出：オ・チュンファン
- 制作：韓国SBS

## オリジナルサウンドトラック
主演のイ・ジョンソクとペ・スジもOSTに参加している。
| アルバム名                                     | 収録曲 | アーティスト       |
| ---------------------------------------------- | --- | ------------------ |
| 당신이 잠든 사이에 OST Part.1 (2017年9月28日)  | 1. 긴 밤이 오면 (When Night falls) 2. 긴 밤이 오면 (Inst.)                                                                      | エディ・キム       |
| 당신이 잠든 사이에 OST Part.2 (2017年10月4日)  | 1. It`s You 2. It`s You (Inst.)                                                                                                 | ヘンリー(헨리)     |
| 당신이 잠든 사이에 OST Part.3 (2017年10月5日)  | 1. 좋겠다 (You Belong To My World) 2. 좋겠다 (Inst.)                                                                            | ロイ・キム         |
| 당신이 잠든 사이에 OST Part.4 (2017年10月11日) | 1. I Love You Boy 2. I Love You Boy (Inst.)                                                                                     | スジ               |
| 당신이 잠든 사이에 OST Part.5 (2019年7月28日)  | 1. 당신이 잠든 사이에 (While You Were Sleeping) 2. 너의 세상 (※SE Oのみ参加) 3. 당신이 잠든 사이에 (Inst.) 4. 너의 세상 (Inst.) | BrotherSu, SE O    |
| 당신이 잠든 사이에 OST Part.6 (2017年10月18日) | 1. 자각몽 (Lucid Dream) 2. 자각몽 (Inst.)                                                                                       | Monogram           |
| 당신이 잠든 사이에 OST Part.7 (2017年10月19日) | 1. 오늘도 그리워 그리워 (Today I Miss You) 2. 오늘도 그리워 그리워 (Inst.)                                                      | DAVICHI            |
| 당신이 잠든 사이에 OST Part.8 (2017年10月25日) | 1. 미로 (Maze) 2. 미로 (Inst.)                                                                                                  | キム・ナヨン       |
| 당신이 잠든 사이에 OST Part.9 (2017年10月26日) | 1. 내게 와 (Come To Me) 2. 내게 와 (Inst.)                                                                                      | イ・ジョンソク     |
| 당신이 잠든 사이에 OST Part.10 (2017年11月1日) | 1. IF 2. IF (Inst.) | チョン・ジュンイル |
| 당신이 잠든 사이에 OST Part.11 (2017年11月2日) | 1. 말할게 (I'll Tell You) 2. 말할게 (Inst.)                                                                                     | チャン・ダビン     |
| 당신이 잠든 사이에 OST Part.12 (2017年11月8日) | 1. 그대는 알까요 (Do You Know) 2. 그대는 알까요 (Inst.)                                                                         | イ・ジョンソク     |
| 당신이 잠든 사이에 OST Part.13 (2017年11月9日) | 1. 듣고 싶은 말 (Words I Want To Hear) 2. 듣고 싶은 말 (Inst.)                                                                  | スジ               |

「あなたが眠っている間に」オリジナル・サウンドトラック（２枚組）
2017年11月16日に発売。日本盤は2018年09月05日に発売された。

## 視聴率
- 以下の表において、青字は最低視聴率、赤字は最高視聴率を示す。
- -は、同日放送の番組中、視聴率が20位以内に入らなかったことを示す。

| 話         | 放送日         | タイトル                                            | 平均視聴率  | 平均視聴率  | 平均視聴率  | 平均視聴率  |
| 話         | 放送日         | タイトル                                            | TNmS        | TNmS        | AGB Nielsen | AGB Nielsen |
| 話         | 放送日         | タイトル                                            | 全国        | 首都圏      | 全国        | 首都圏      |
| ---------- | -------------- | --------------------------------------------------- | ----------- | ----------- | ----------- | ----------- |
| 1          | 2017年9月27日  | あなたが眠っている間に （당신이 잠든 사이에）       | 8.2% (16位) | 9.1% (9位)  | 7.2% (19位) | 8.1% (12位) |
| 2          | 2017年9月27日  | あなたが眠っている間に （당신이 잠든 사이에）       | 9.4% (14位) | 10.8% (8位) | 9.2% (10位) | 10.4% (6位) |
| 3          | 2017年9月28日  | いい奴 悪い奴 変な奴 （좋은놈 나쁜놈 이상한놈）     | 8.0% (17位) | 8.7% (11位) | 8.3% (16位) | 9.8% (10位) |
| 4          | 2017年9月28日  | いい奴 悪い奴 変な奴 （좋은놈 나쁜놈 이상한놈）     | 9.3% (10位) | 10.2% (9位) | 9.2% (12位) | 11.0% (8位) |
| 5          | 2017年10月4日  | 隠密に偉大に （은밀하게 위대하게）                  | 5.0% (-)    | 5.2% (18位) | 5.1% (-)    | 5.6% (17位) |
| 6          | 2017年10月4日  | 隠密に偉大に （은밀하게 위대하게）                  | 5.5% (19位) | 5.7% (14位) | 6.1% (11位) | 7.0% (7位)  |
| 7          | 2017年10月5日  | ア･フュー･グッドメン （어 퓨 굿 맨）                | 8.3% (13位) | 8.2% (11位) | 7.9% (14位) | 8.2% (10位) |
| 8          | 2017年10月5日  | ア･フュー･グッドメン （어 퓨 굿 맨）                | 9.6% (7位)  | 9.9% (3位)  | 8.9% (9位)  | 9.6% (6位)  |
| 9          | 2017年10月11日 | 彼女を信じないでください （그녀를 믿지 마세요）     | 7.8% (17位) | 9.3% (10位) | 8.1% (13位) | 10.0% (7位) |
| 10         | 2017年10月11日 | 彼女を信じないでください （그녀를 믿지 마세요）     | 8.9% (15位) | 10.2% (8位) | 9.4% (8位)  | 11.5% (5位) |
| 11         | 2017年10月12日 | ブラインドネス （눈먼자들의 도시）                  | 7.5% (18位) | 7.8% (13位) | 8.9% (12位) | 10.3% (8位) |
| 12         | 2017年10月12日 | ブラインドネス （눈먼자들의 도시）                  | 8.5% (12位) | 8.9% (8位)  | 9.7% (10位) | 12.1% (6位) |
| 13         | 2017年10月18日 | 言えない秘密 （말할수 없는 비밀）                   | 7.6% (18位) | 8.5% (8位)  | 8.6% (8位)  | 9.5% (6位)  |
| 14         | 2017年10月18日 | 言えない秘密 （말할수 없는 비밀）                   | 9.1% (10位) | 11.4% (6位) | 10.0% (5位) | 11.3% (4位) |
| 15         | 2017年10月19日 | プライドと偏見 （오만과 편견）                      | 7.1% (-)    | 7.7% (18位) | 7.9% (16位) | 8.9% (10位) |
| 16         | 2017年10月19日 | プライドと偏見 （오만과 편견）                      | 8.0% (18位) | 8.9% (11位) | 8.9% (11位) | 10.0% (8位) |
| 17         | 2017年10月25日 | ユージュアル･サスペクツ （유주얼 서스펙트）         | 7.7% (15位) | 8.1% (12位) | 7.3% (16位) | 8.0% (10位) |
| 18         | 2017年10月25日 | ユージュアル･サスペクツ （유주얼 서스펙트）         | 8.8% (12位) | 9.7% (8位)  | 8.9% (7位)  | 10.0% (4位) |
| 19         | 2017年10月26日 | 少年、少女に会う （소년, 소녀 만나다）              | 6.5% (-)    | 7.0% (15位) | 8.2% (12位) | 9.6% (8位)  |
| 20         | 2017年10月26日 | 少年、少女に会う （소년, 소녀 만나다）              | 7.4% (18位) | 8.7% (8位)  | 8.9% (8位)  | 10.3% (6位) |
| 21         | 2017年11月1日  | 死ぬか、もしくは悪になるか （죽거나 혹은 나쁘거나） | 6.5% (16位) | 7.6% (11位) | 6.9% (13位) | 7.9% (9位)  |
| 22         | 2017年11月1日  | 死ぬか、もしくは悪になるか （죽거나 혹은 나쁘거나） | 7.6% (11位) | 8.9% (6位)  | 8.4% (7位)  | 9.7% (5位)  |
| 23         | 2017年11月2日  | ノッキン･オン･ヘブンズ･ドア （노킹온 헤븐스 도어）  | 7.0% (18位) | 7.1% (16位) | 7.3% (17位) | 8.3% (13位) |
| 24         | 2017年11月2日  | ノッキン･オン･ヘブンズ･ドア （노킹온 헤븐스 도어）  | 8.2% (14位) | 9.0% (7位)  | 8.6% (9位)  | 9.9% (7位)  |
| 25         | 2017年11月8日  | いま、会いにゆきます （지금 만나러 갑니다）         | 5.7% (-)    | 7.2% (18位) | 6.8% (17位) | 8.2% (9位)  |
| 26         | 2017年11月8日  | いま、会いにゆきます （지금 만나러 갑니다）         | 6.8% (19位) | 8.4% (11位) | 8.6% (7位)  | 10.0% (6位) |
| 27         | 2017年11月9日  | キャッチ･ミー･イフ･ユー･キャン （캐치미 이프유캔）  | 7.7% (18位) | 9.3% (9位)  | 7.7% (12位) | 8.9% (9位)  |
| 28         | 2017年11月9日  | キャッチ･ミー･イフ･ユー･キャン （캐치미 이프유캔）  | 8.7% (14位) | 10.1% (7位) | 9.6% (8位)  | 11.3% (5位) |
| 29         | 2017年11月15日 | スタンド･バイ･ミー （스탠 바이 미）                 | 7.2% (16位) | 8.1% (9位)  | 8.1% (8位)  | 9.3% (6位)  |
| 30         | 2017年11月15日 | スタンド･バイ･ミー （스탠 바이 미）                 | 8.7% (10位) | 10.0% (6位) | 9.6% (7位)  | 11.0% (5位) |
| 31         | 2017年11月16日 | マイ･フレンド･フォーエバー （굿 바이 마이 프랜드）  | 7.6% (16位) | 8.6% (10位) | 8.7% (11位) | 10.0% (7位) |
| 32         | 2017年11月16日 | マイ･フレンド･フォーエバー （굿 바이 마이 프랜드）  | 8.7% (13位) | 9.5% (6位)  | 9.7% (7位)  | 11.0% (5位) |
| 平均視聴率 | 平均視聴率     | 平均視聴率                                          | 7.7%        | 8.7%        | 8.3%        | 10.0%       |

## 賞とノミネート
| 年度 | 賞                              | カテゴリー                   | 受賞者                   | 結果       | 参考   |
| ---- | ------------------------------- | ---------------------------- | ------------------------ | ---------- | ------ |
| 2017 | 第2回アジアアーティストアワード | アジアスター女優賞           | ペ・スジ                 | 受賞       |        |
| 2017 | 第19回Mnet Asia Music Awards    | 最優秀OST賞                  | ペ・スジ                 | ノミネート |        |
| 2017 | 第25回SBS演技大賞               | 水木ドラマ部門最優秀俳優賞   | イ・ジョンソク           | 受賞       |        |
| 2017 | 第25回SBS演技大賞               | 水木ドラマ部門最優秀女優賞   | ペ・スジ                 | 受賞       |        |
| 2017 | 第25回SBS演技大賞               | 今年のキャラクター           | イ・サンヨプ             | ノミネート |        |
| 2017 | 第25回SBS演技大賞               | 水木ドラマ部門優秀俳優賞     | イ・サンヨプ             | 受賞       |        |
| 2017 | 第25回SBS演技大賞               | 水木ドラマ部門優秀俳優賞     | チョン・ヘイン           | ノミネート |        |
| 2017 | 第25回SBS演技大賞               | 水木ドラマ部門優秀女優賞     | コ・ソンヒ               | ノミネート |        |
| 2017 | 第25回SBS演技大賞               | 最優秀助演男優賞             | キム・ウォネ             | 受賞       |        |
| 2017 | 第25回SBS演技大賞               | 最優秀助演女優賞             | ファン・ヨンヒ           | ノミネート |        |
| 2017 | 第25回SBS演技大賞               | 青年演技賞                   | ナム・ダルム             | ノミネート |        |
| 2017 | 第25回SBS演技大賞               | 青年演技賞                   | シン・イヨン             | ノミネート |        |
| 2017 | 第25回SBS演技大賞               | ベストカップル賞             | イ・ジョンソク＆ペ・スジ | 受賞       | [ 12 ] |
| 2018 | 韓国ファーストブランドアワード  | ドラマ部門                   | あなたが眠っている間に   | 受賞       |        |
| 2018 | 第54回百想芸術大賞              | 人気女優賞                   | ペ・スジ                 | 受賞       |        |
| 2018 | 第13回ソウル国際ドラマアワード  | 最優秀俳優賞                 | イ・ジョンソク           | ノミネート | [ 13 ] |
| 2018 | 第13回ソウル国際ドラマアワード  | 最優秀女優賞                 | ペ・スジ                 | ノミネート |        |
| 2018 | 第6回APANスターアワード         | ミニシリーズ部門最優秀俳優賞 | イ・ジョンソク           | ノミネート |        |
| 2018 | 第6回APANスターアワード         | ミニシリーズ部門優秀女優賞   | ペ・スジ                 | ノミネート |        |
| 2018 | 第6回APANスターアワード         | 俳優部門K-スター賞           | イ・ジョンソク           | ノミネート |        |
| 2018 | 第6回APANスターアワード         | 女優部門K-スター賞           | ペ・スジ                 | ノミネート |        |

## 同時間帯ドラマ
- KBS水木ドラマ『マンホール』
- MBC水木ドラマ『病院船～ずっと君のそばに～』